# Epidemia de crack nos Estados Unidos

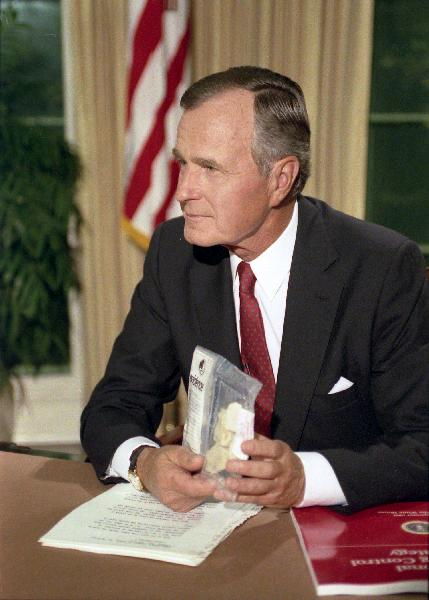
O presidente George H. W. Bush segura um saco de crack durante seu discurso à nação sobre a estratégia nacional de controle de drogas em 5 de setembro de 1989.

A epidemia de crack nos Estados Unidos ocorreu nas principais cidades do país durante toda a década de 1980 e início da década de 1990. Esse fenômeno teve uma série de consequências sociais, incluindo o aumento da criminalidade e da violência nos centros urbanos, o que levou à adoção de políticas mais rigorosas contra o crime e a um expressivo crescimento nas taxas de encarceramento [en].

## Crack
No início da década de 1980, a maior parte da cocaína enviada para os Estados Unidos desembarcava em Miami e era originária da Colômbia, traficada por meio das Bahamas. Com o acúmulo de cocaína em pó nessas ilhas, os preços caíram drasticamente, até 80%. Diante dessa queda nos preços, traficantes de drogas começaram a converter o pó em “crack”, uma forma sólida e fumável de cocaína, que podia ser vendida em quantidades menores para um maior número de consumidores. O crack era barato, fácil de produzir, pronto para o uso e altamente lucrativo para os traficantes. Já em 1981, começaram a surgir relatos sobre o uso de crack em cidades como Los Angeles, Oakland, Chicago, Nova York, Miami, Houston e no Caribe.
A palavra "crack" pode ter sido mencionada pela primeira vez em 1º de maio de 1980, em um artigo da Rolling Stone, intitulado Freebase: A Treacherous Obsession. O artigo discutia o aumento do uso de cocaína em base livre, e a forma similar ao crack estava começando a ganhar popularidade. A base livre era criada ao combinar cocaína com bicarbonato de sódio e água, e, em seguida, extrair o sal base usando amônia. Esse processo resultava em uma substância com ponto de fusão mais baixo, que, ao ser aquecida com um isqueiro, liberava vapores inaláveis, embora fosse extremamente inflamável. Por volta de 1980, traficantes desenvolveram um processo mais seguro, mas semelhante, no qual a cocaína de rua era dissolvida em uma solução de água e bicarbonato de sódio, secada e transformada em "pedras de crack". Quando aquecidas, essas pedras faziam um som crepitante, dando origem ao nome “crack”. Em 1985, após um artigo do The New York Times sobre o uso de crack no Bronx, mais de mil matérias sobre a droga foram publicadas em um ano.
Inicialmente, o crack apresentava maior pureza do que a cocaína em pó. Em 1984, a cocaína em pó estava disponível nas ruas com uma média de 55% de pureza, sendo vendida a US$ 100 por grama (equivalente a US$ 293 em 2023), enquanto o crack, com pureza superior a 80%, tinha o mesmo preço. Em algumas grandes cidades como Nova York, Chicago, Los Angeles, São Francisco, Filadélfia, Baltimore, Houston e Detroit, uma dose de crack podia ser adquirida por apenas US$ 2,50 (equivalente a US$ 7 em 2023).
De acordo com o Relatório do Comité Nacional de Consumidores de Informações sobre Narcóticos de 1985-1986, o crack estava disponível em diversas cidades dos Estados Unidos, como Atlanta, Boston, Detroit, Kansas City, Miami, Nova York, Newark, São Francisco, Seattle, St. Louis, Dallas, Denver, Minneapolis e Phoenix.
Em 1985, as emergências hospitalares relacionadas à cocaína aumentaram em 12%, de 23.500 para 26.300. No ano seguinte, esse número subiu 110%, de 26.300 para 55.200. Entre 1984 e 1987, os incidentes envolvendo cocaína chegaram a 94.000. Em 1987, foi relatado que o crack estava disponível em praticamente todos os estados dos Estados Unidos, com exceção de quatro.
Alguns estudiosos analisaram a chamada "epidemia" de crack como um exemplo de pânico moral, observando que a disseminação do uso e tráfico da droga ocorreu em grande parte devido à cobertura midiática que a tratou como uma "epidemia”.

## Impacto por região

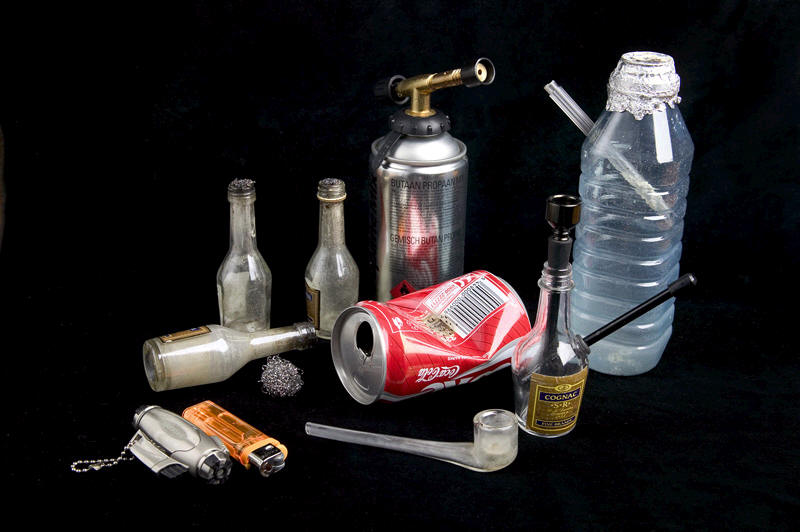
Diversos apetrechos usados para fumar crack, incluindo um cachimbo caseiro feito de uma garrafa plástica de água vazia.

Em um estudo conduzido por Roland Fryer [en], Steven Levitt e Kevin Murphy, foi calculado um índice de crack utilizando informações sobre prisões, mortes e apreensões de drogas relacionadas à cocaína, juntamente com indicadores como taxas de natalidade e a cobertura midiática nos Estados Unidos. O objetivo do índice era criar um indicador da porcentagem de incidentes relacionados à cocaína que envolviam o crack. O crack era uma droga praticamente desconhecida até 1985, e essa introdução abrupta da substância permitiu estimar o índice com a certeza de que os valores anteriores a esse ano seriam praticamente zero. O índice revelou que o nordeste dos Estados Unidos foi a região mais afetada pela epidemia de crack, com cidades como Nova York (especialmente o bairro de Washington Heights), Newark e Filadélfia apresentando os maiores índices de incidência.
O mesmo índice utilizado por Fryer, Levitt e Murphy foi aplicado em um estudo subsequente que investigou os efeitos do crack nas diversas regiões dos Estados Unidos. Em cidades com população superior a 350.000 habitantes, os casos de uso de crack eram duas vezes mais frequentes do que em cidades com populações abaixo desse número, indicando que o uso da droga era consideravelmente mais prevalente nas áreas urbanas.

## Efeito nas comunidades afro-americanas

Número de americanos encarcerados no sistema prisional dos EUA, dividido por raça, 1978-2022.

As famílias afro-americanas estavam, em sua maioria, localizadas em bairros de baixa renda no centro das cidades, o que fez com que o crack afetasse essas comunidades de maneira mais intensa em comparação com outros grupos. Entre 1984 e 1989, a taxa de homicídios de homens negros de 14 a 17 anos mais do que dobrou, enquanto a taxa de homicídios de homens negros de 18 a 24 anos aumentou de maneira semelhante. Durante esse período, a comunidade negra também enfrentou um aumento significativo nas taxas de mortes fetais, bebês com baixo peso ao nascer, prisões por porte de armas e o número de crianças em lares adotivos, variando entre 20% a 100%.
Um estudo realizado em 2018 indicou que a epidemia de crack teve consequências de longo prazo para a criminalidade, contribuindo para o aumento da taxa de homicídios de jovens negros do sexo masculino logo após o início da epidemia. A taxa de homicídios permanecia 70% maior 17 anos após a chegada do crack. O estudo estimou que 8% dos homicídios registrados em 2000 foram influenciados pelos efeitos de longo prazo do surgimento dos mercados de crack, e que as altas taxas de homicídios entre jovens negros podem ser uma das explicações para a diferença na expectativa de vida entre homens negros e brancos.
O uso e a distribuição de crack tornaram-se especialmente prevalentes em cidades em crise social e econômica, como Nova York, Los Angeles e Atlanta, particularmente em bairros de baixa renda com alta concentração de afro-americanos. De acordo com especialistas, a facilidade de entrada no mercado de crack — com baixos níveis de qualificação e recursos iniciais necessários para vender a droga — contribuiu para a proliferação da violência sistêmica. À medida que um número crescente de jovens se envolvia na venda de crack, eles competiam para defender seu território e seus interesses econômicos. A integração do crack nessas comunidades, combinada com o ambiente econômico propício à sua sobrevivência, levou a um processo de desintegração social ainda mais acentuado nas cidades afetadas.

## Disparidades nas sentenças

Linha do tempo do número total de detentos em prisões, cadeias e instalações juvenis dos EUA de 1920 a 2014. Um grande pico de encarceramento pode ser observado entre 1980 e 2000.

Em 1986, o Congresso dos Estados Unidos aprovou leis que estabeleceram uma disparidade de 100 para 1 nas penas para a posse ou tráfico de crack em comparação com as penas para a cocaína em pó. Essa diferença foi amplamente criticada por ser discriminatória, especialmente contra afro-americanos e outras minorias raciais, que tinham maior probabilidade de usar crack do que cocaína em pó. A proporção de 100:1 foi estabelecida por lei federal em 1986. Pessoas condenadas em tribunais federais por posse de 5 gramas de cocaína crack recebiam uma sentença mínima obrigatória de 5 anos em uma prisão federal. Em contraste, a posse de 500 gramas de cocaína em pó resultava na mesma sentença. Em 2010, a Lei de Sentença Justa [en] reduziu a disparidade de sentenças para 18:1.
Em 2012, 88% das prisões por posse de crack envolviam afro-americanos. Além disso, os dados revelaram uma discrepância nas durações das sentenças para a posse de cocaína crack e heroína. A maioria das prisões relacionadas ao crack resultavam em sentenças de 10 a 20 anos, enquanto as sentenças para crimes envolvendo heroína variavam de 5 a 10 anos.

## Comentários pós-epidemia

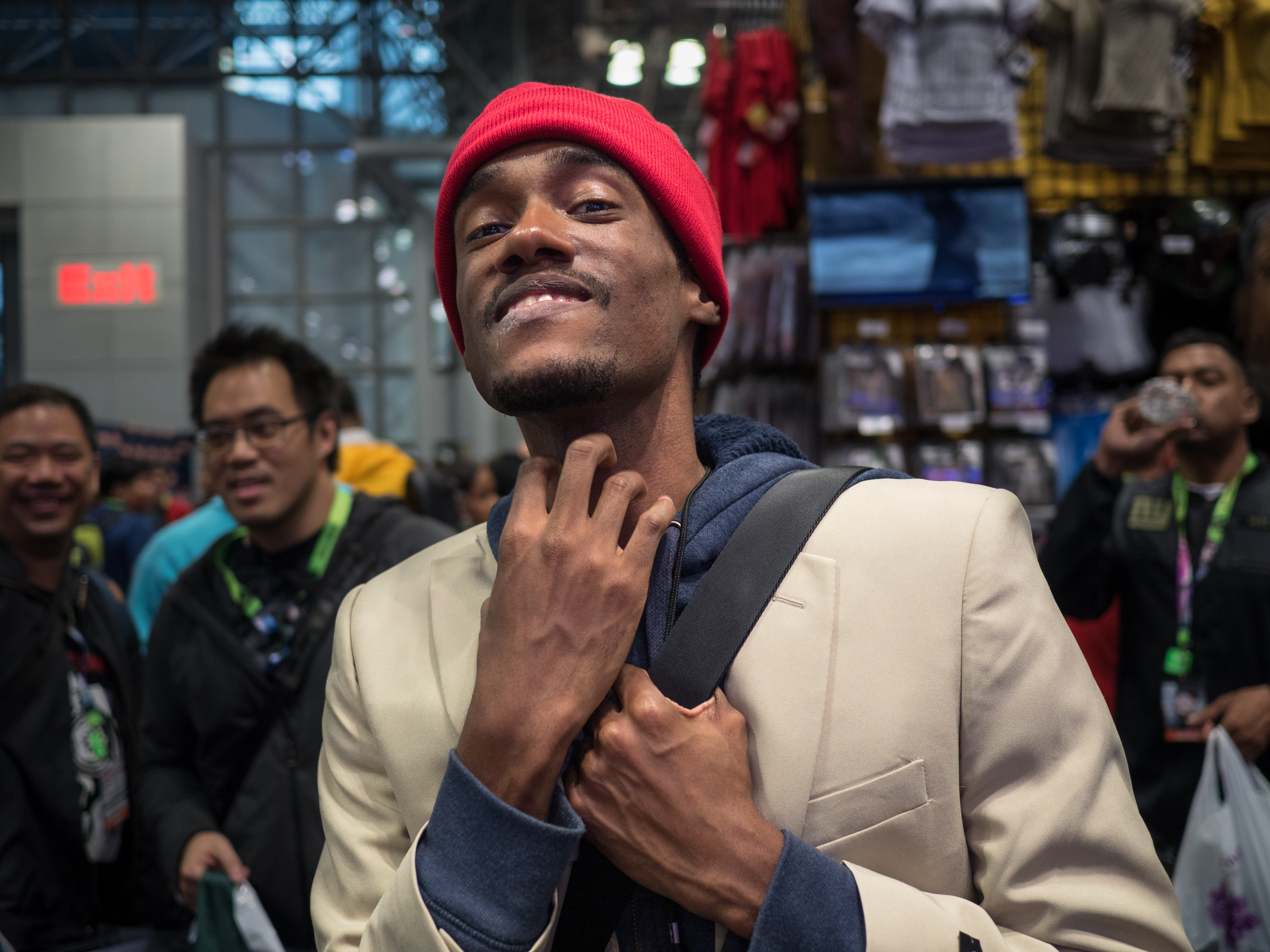
Um homem na en fazendo cosplay de Tyrone Biggums, um personagem da série de comédia americana en. O personagem de Tyrone representa um homem afro-americano que se tornou oprimido e afligido pelos efeitos do crack.

Vários autores discutiram a questão racial e a epidemia de crack, incluindo Demico Boothe, um escritor negro de Memphis que passou 12 anos na prisão federal após ser preso aos 18 anos por vender cocaína com crack. Em 2007, Boothe publicou o livro Why Are So Many Black Men in Prison?, abordando a relação entre o sistema de justiça criminal e a comunidade negra.
A escritora e advogada Michelle Alexander [en], em seu livro The New Jim Crow: Mass Incarceration in the Age of Colorblindness [en] (2010), argumenta que as leis punitivas contra drogas, como o crack, adotadas durante a Guerra contra as Drogas do governo Reagan, resultaram em consequências sociais profundas. Essas políticas, segundo Alexander, causaram a prisão em massa de jovens negros, exacerbaram os crimes relacionados às drogas — apesar da redução do uso de drogas ilegais nos Estados Unidos — e intensificaram a brutalidade policial contra a comunidade negra, resultando em ferimentos e mortes. Alexander afirma que a sociedade recorreu a políticas racistas no sistema de justiça criminal como uma forma de evitar o racismo explícito. Ela argumenta que, como a maioria dos usuários de crack era afro-americana, o governo criou leis específicas para essa droga, resultando em uma forma eficaz de encarcerar negros sem implicar igualmente os brancos. Ela sustenta que a condenação por crimes relacionados ao crack afetou desproporcionalmente jovens negros, negando-lhes oportunidades de voto, moradia e emprego, o que contribuiu para o aumento da violência nas comunidades negras de baixa renda.
Por outro lado, o acadêmico de direito James Forman Jr. [en] critica o livro de Alexander, afirmando que, embora sua obra destaque falhas do sistema de justiça criminal, ela desconsidera o apoio significativo dos afro-americanos a leis criminais mais rígidas e minimiza o papel dos crimes violentos na história do encarceramento. Forman sugere que a ênfase de Alexander nas disparidades raciais no encarceramento não aborda completamente os fatores sociais e políticos que moldaram o apoio a tais leis.
No livro Locked In: The True Causes of Mass Incarceration and How to Achieve Real Reform, o acadêmico John Pfaff contesta a afirmação de Alexander de que a Guerra às Drogas, incluindo as disparidades de sentenças para o crack, seja a principal responsável pelo encarceramento em massa. Pfaff aponta que os infratores de drogas representam uma pequena parte da população carcerária, sendo os infratores de drogas não violentas ainda menos numerosos. Ele destaca que os condenados por crimes violentos constituem a maior parte dos prisioneiros e que a maioria dos prisioneiros está sob a jurisdição dos sistemas de justiça estadual e local, não o federal, que lida principalmente com crimes relacionados às drogas. Pfaff também argumenta que as estatísticas "nacionais" sobre encarceramento muitas vezes distorcem a realidade, pois as políticas de aplicação da lei, condenação e sentença variam consideravelmente entre estados e condados.

### SérieDark Alliance
O jornalista Gary Webb, do San Jose Mercury News, gerou controvérsia nacional com sua série Dark Alliance, publicada em 1996, na qual alegava que traficantes nicaraguenses com vínculos com os contras estavam profundamente envolvidos no início e na propagação da epidemia de crack na década de 1980. Webb investigou as conexões de traficantes de Los Angeles, como Freeway Ricky Ross [en], Oscar Danilo Blandón e Norwin Meneses, e sugeriu que os lucros dessas atividades ilegais eram direcionados para financiar os Contras, grupo rebelde nicaraguense apoiado pela CIA.
Em resposta às alegações de Webb, o Gabinete do Inspetor Geral (DOJ/OIG) do Departamento de Justiça dos Estados Unidos rejeitou a teoria de que havia um “esforço sistemático da CIA para proteger as atividades de tráfico de drogas dos Contras”. O relatório do DOJ/OIG afirmou: “Descobrimos que Blandón e Meneses eram claramente grandes traficantes de drogas que enriqueceram às custas de inúmeros usuários de drogas e das comunidades em que esses usuários viviam, assim como outros traficantes de drogas de sua magnitude. Eles também contribuíram com algum dinheiro para a causa dos Contras. Contudo, não encontramos evidências de que suas atividades tenham sido a causa da epidemia de crack em Los Angeles, muito menos nos Estados Unidos como um todo, ou que tenham sido uma fonte significativa de apoio aos Contras.”

## Influência na cultura popular

### Documentários
- High on Crack Street: Lost Lives in Lowell (1995)[28]
- Cocaine Cowboys (2006)[29]
- Crackheads Gone Wild (2006)[30]
- American Drug War: The Last White Hope (2007)[31]
- Freakonomics (2010)[32]
- Cocaine Cowboys 2 (2008)[33]
- The Seven Five (2014)[34]
- 13th (2016)[35]
- Crack: Cocaine, Corruption & Conspiracy (2021)[36]

### Séries de documentários
- Drugs, Inc. (2010-2019)[37]

### Filmes
- Death Wish 4: The Crackdown (1987)[38]
- Colors (1988)[39]
- King of New York (1990)[40]
- Boyz n the Hood (1991)[41]
- Jungle Fever (1991)[42]
- New Jack City (1991)[43]
- Bad Lieutenant (1992)[44]
- Deep Cover (1992)[45]
- Menace II Society (1993)[46]
- Above the Rim (1994)[47]
- Fresh (1994)[48]
- Clockers (1995)[49]
- Belly (1998)[50]
- Streetwise [en] (1998)[51]
- Training Day (2001)[52]
- Paid in Full (2002)[53]
- Shottas (2002)[54]
- Dark Blue (2002)[55]
- Get Rich or Die Tryin' (2005)[56]
- Notorious (2009)[57]
- Life Is Hot in Cracktown (2009)[58]
- The Fighter (2010)[59]
- Kill the Messenger (2014)[60]
- Moonlight (2016)[61]
- White Boy Rick (2018)[62]

### Músicas
- "Night of the Living Baseheads" Public Enemy (1988)[63]
- "I Heart Crack" Rucka Rucka Ali (2006)[64]
- "Good Kids Smoke Crack" Rucka Rucka Ali (2008)[65]

### Televisão
- Miami Vice (1984–1989)[66]
- Chappelle's Show (2003–2006)[67]
- The Wire (2002–2008)[68]
- Snowfall (2017–2023)[69]
- Cocaine Godmother (2018)[70]
- Narcos: México (2018–2021)[71]
- Wu-Tang: An American Saga (2019)[72]
- Godfather of Harlem (2019–presente)[73]
- BMF (2021–presente)[74]

### Videogames
- Narc (1988)[75]
- Grand Theft Auto: Vice City (2002)[76]
- Grand Theft Auto: San Andreas (2004)[77]
- True Crime: New York City (2005)[78]
- Grand Theft Auto: Vice City Stories (2006)[79]
- Scarface: Money. Power. Respect. (2006)[80]
- Scarface: The World Is Yours (2006)[81]
- Grand Theft Auto IV (2008)[82]
- Grand Theft Auto: Chinatown Wars (2009)[83]
- Hotline Miami (2012)[84]

### Livros
- Freakonomics (2005) - Capítulo: “Why Do Drug Dealers Still Live With Their Moms”[85]
- American Project. The Rise and Fall of a Modern Ghetto (2000)[86]
- Off the Books. The Underground Economy of the Urban Poor (2006)[87]
- Gang Leader for a Day: A Rogue Sociologist Takes to the Streets (2008)[88]
- Floating City: A Rogue Sociologist Lost and Found in New York's Underground Economy (2013)[89]
- When Crack Was King: A People's History of a Misunderstood Era (2023)[90]